# Лінгводидактика
Лінгводида́ктика — розділ педагогіки, що розробляє теорію освіти, навчання й виховання. Лінгводидактика це загальна теорія володіння мовою в умовах навчання. Вона виступає в якості методологічного аспекту теорії навчання. Лінгводидактика дозволяє виявити об’єктивні закономірності, згідно з якими повинна будуватися модель навчання іноземним мовам, в центрі якої знаходиться полілінгвальна мовна особистість.
Лінгводидактика – це теоретична частина методики навчання мовам, яка виникла внаслідок інтеграції лінгвістики і методики. Об’єктом лінгводидактики є теоретичне обґрунтування процесу навчання мовам та його дослідження.
Актуальність лінгводидактичних досліджень обумовлена необхідністю створення об’єктивної наукової основи для оцінки ефективності методів навчання та їх подальшого розвитку, в основі яких лежить їдея формування мовної особистості. На думку О. Д. Мітрофанової, “переступивши поріг комунікативно направленого навчання та вступивши у вік культурології та справжнього діалогу культур та мовного різноманіття ми, можливо, будемо у більш придатних умовах, які будуть сприяти оновленню методичної науки та лінгвокультурного пошуку” [4, с. 345]. Г. І. Богін одним з перших спробував побудувати лінгводидактичну модель мовної особистості, яка за твердженням автора, є центральною категорією лінгводидактики як науки [2, с. 45]. На думку І. Л. Біма, головним предметом дослідження методики викладання іноземних мов виступають “усі ідеальні підсистеми всередині навчального предмету, тобто наші знання про нього, зафіксовані у категоріях мети, змісту та методів навчання, які знаходяться у тісній взаємодії один з одним та взаємодіють з методикою як цілісною, історично складеною системою наших знань щодо даної сфери дійсності, що відображається навчальним предметом” [1, с. 25].
Уже понад століття розвивається лінгводидактика (методика навчання мови) як наука в Україні, хоча термін з'явився в 1969 р. завдяки російському вченому М. Шанському. У нашому трактуванні лінгводидактика — «термін, що вживається на позначення функціональної частини методики, в якій досліджуються закономірності засвоєння мови, розв'язуються питання змісту курсу на основі лінгвістичних досліджень, вивчаються труднощі засвоєння мовного матеріалу та їх причини, визначаються принципи і методи навчання, шляхи і засоби формування комунікативної компетенції».

## Українська лінгводидактика
До терміна «українська лінгводидактика» вчені почали звертатися лише в роки незалежності України. Вважаємо, що «українська лінгводидактика» — наука, що досліджує зміст, форми, принципи, способи і засоби навчання української мови як рідної і як державної. І хоча вона спирається на загальнодидактичні засади, на яких будується навчання мови взагалі, усе ж має низку особливостей, що випливають із згаданих вище документів, і спирається на вироблені вченими концептуальні засади. До найголовніших концептуальних засад відносимо такі:
- українська мова як рідна і державна в усіх типах середніх і вищих навчальних закладів є засобом формування й розвитку мовної особистості, національно свідомого громадянина України;
- навчання української мови спрямоване на виховання мовної особистості — людини, яка любить, знає і береже рідну мову, з повагою ставиться до неї як до мови нашої держави, володіє її виражальними засобами, користується нею у своїй професійній діяльності й у повсякденному житті.
- формування й розвиток мовної особистості здійснюється у процесі оволодіння всіма видами мовленнєвої діяльності — аудіюванням, говорінням, читанням і письмом, сприйманням і продукуванням мовлення;
- навчання української мови здійснюється в особистісному, когнітивному, комунікативно-діяльнісному, компетентнісному, функціонально-стилістичному та інших аспектах;
- навчально-виховний процес мовної освіти забезпечується ефективним застосуванням традиційних та інноваційних технологій;
- навчання української мови спирається на українознавство, етнологію, етнокультурологію, етнопедагогіку та етнопсихологію.

Інтенсивний розвиток української лінгводидактики забезпечують не тільки ті зміни, що відбулися в нашій державі, але й бажання вчених досліджувати її проблеми, усвідомлення необхідності наукових пошуків. Якщо на початок 90-х рр. минулого століття було всього чотири доктори педагогічних наук — українських лінгводидактів, то нині вже маємо цілу плеяду талановитих вчених, докторів і кандидатів педагогічних наук, які плідно працюють у галузі української лінгводидактики й успішно її розвивають.
Сучасна українська лінгводидактика досліджується на різних рівнях, тому активно формуються нові її галузі:
- дошкільна лінгводидактика
- лінгводидактика початкової школи
- лінгводидактика середньої школи
- лінгводидактика вищої школи
- лінгвоандроглогіка

Розвиток лінгводидактики як методичної науки здійснюється завдяки таким ученим-докторам педагогічних наук, як О. Біляєв, А. Богуш, М. Вашуленко, Н. Гавриш, Н. Голуб, О. Горошкіна, Т. Донченко, С. Караман, В. Мельничайко, Г.Онкович, Е. Палихата, Л. Паламар, М. Пентилюк, Т. Симоненко, І. Хом'як, О. Хорошковська та інші. Українську лінгводидактику збагачують і розвивають учені-лінгвісти А. Загнітко, І. Кочан, Л. Мацько, Л. Струганець, М. Плющ та інші. Чимало талановитих лінгводидактів і серед кандидатів педагогічних і філологічних наук, які своїми працями впродовж тривалого часу розв'язують теоретичні і практичні проблеми методики навчання української мови і сприяють реалізації стандартизованої мовної освіти (О. Караман, Т. Мельник, А. Нікітіна, С. Омельчук, Т. Окуневич, Г. Передрій, О.Семіног, Л. Скуратівський, В. Тихоша, Г. Шелехова та інші).
В українській лінгводидактиці проблема мовної особистості виникла на концептуальному рівні (концепції мовної освіти в середній школі Л. Мацько, С. Єрмоленко, О. Біляєва та ін.), а далі почала досліджуватися вченими-лінгводидактами і поступово реалізовуватися у практиці вчителів-словесників та викладачів вищої школи. У докторській дисертації Г.Онкович вперше йдеться про використання засобів масової комунікації у навчанні української мови студентів-нефілологів,  Л. Паламар вперше в українській лінгводидактиці визначає теоретичні засади розвитку мовної особистості студента. М. Вашуленко, О. Хорошковська, Т. Донченко, М. Пентилюк, С. Караман, Т. Симоненко, О. Горошкіна та ін. розвивають ідеї формування мовної особистості у своїх наукових працях, підручниках і посібниках для різних ланок мовної освіти. Необхідність формування мовної особистості спонукала до визначення найголовніших аспектів навчання української мови.

### Аспекти в методиці навчання української мови
Традиційно в методиці української мови визначають такі аспекти її навчання:
- лінгвістичний
- педагогічний
- психологічний
- моральний
- естетичний

Кожний з цих підходів вимагає нового трактування. Лінгвістичний підхід передбачає врахування нових досягнень у галузі мовознавчої науки (когнітивної й комунікативної лінгвістики тексту, психо- і соціолінгвістики). Педагогічний аспект навчання української мови вимагає врахування її значення для пізнавальної і творчої діяльності, мовленнєвого розвитку учнів. Дотримуючись психологічного підходу, мусимо враховувати ті психологічні чинники, які забезпечують якість засвоєння мови та формування комунікативної компетентності учнів. Моральний та естетичний підходи до навчання мови орієнтують учителя на виховання в школярів позитивного ставлення до мови, усвідомлення її суспільних функцій і ролі в розвитку особистості, сприйняття її краси і багатства. В останні десятиліття визначилися й нові підходи до навчання української мови: українознавчий, етнопедагогічний, культурологічний, діяльнісно-орієнтований, функціонально-стилістичний, культурознавчий, комунікативний. Зокрема, з'явилися й нові поняття: мовно-образний знак національної культури, слово-тема, культурознак та ін.

### Підходи до навчання української мови
В останні десятиліття визначилися й нові підходи до навчання української мови:
- українознавчий
- етнопедагогічний
- культурологічний
- діяльнісно-орієнтований
- функціонально-стилістичний
- комунікативний

Українознавчий (народознавчий), етнопедагогічний, культурологічний аспекти передбачають засвоєння учнями мовної картини світу засобами рідної мови, формування національної свідомості учнів, виховання патріота, громадянина України на основі національної й загальнолюдської культури. Тут цікаві підходи пропонує Г.В.Онкович, яка вперше ввела нові поняття культурознак, слово-тема та ін. Діяльнісно-орієнтований підхід до навчання мови базується на мовленнєвій діяльності, враховує когнітивні (пізнавальні), емоційні, вольові здібності учня. Він передбачає формування системи компетенцій (комунікативної — мовленнєвої, мовної, соціокультурної та діяльнісної (стратегічної). Діяльнісно-орієнтований підхід до навчання мови включає:
- види мовленнєвої діяльності, що реалізуються в комунікативній мовленнєвій компетенції особистості;
- психічні й фізіологічні процеси мовлення, що відбуваються під час сприймання чи продукування усного і писемного мовлення;
- текст як продукт висловлювання в тій чи іншій формі;
- сферу спілкування (освітню, професійну, суспільну та особистісну);
- стратегію спілкування (мовленнєву поведінку в різних мовленнєвих ситуаціях);
- завдання як певні цілеспрямовані дії, які мовець розв'язує під час спілкування.

Останнім часом учені почали виділяти компетентність як окремий підхід до навчання мови. Компетентісний підхід забезпечує формування низки компетенцій, якими має оволодіти кожний мовець. У Загальноєвропейських рекомендаціях з мовної освіти виділяють загальні компетенції (знання світу, соціокультурні знання, практичні вміння і навички) та лінгвістичні, комунікативні, соціолінгвістичні, дискурсивні та інші компетенції.
Виходячи з того, що компетенції є системою знань, умінь і навичок, які дозволяють особистості виконувати певні дії, цей підхід орієнтує на розвиток загальних і комунікативних мовленнєвих компетенцій. Сформовані компетенції використовуються з необхідності в різних контекстах залежно від умов і потреб мовленнєвої діяльності, до яких належать мовленнєві процеси продукування або сприйняття висловлювань (текстів), пов'язаних із певними темами у специфічних сферах спілкування.
Визначені аспекти навчання української мови підпорядковані найголовнішому — комунікативному. Вона тісно пов'язана з практичною спрямованістю, на яку орієнтують концепції мовної освіти, що ґрунтуються на Загальноєвропейських рекомендаціях із мовної освіти. Головне завдання такого підходу — формування комунікативно- компетентної особистості, здатної вільно й легко висловлюватися з будь-яких питань, виявляючи високий рівень мовної культури, дбаючи про якості свого мовлення. Комунікативний підхід створює умови для свідомо-мовленнєвої діяльності учнів, чия мовленнєва практика ґрунтується не тільки на знаннях мовної системи, а й на діяльності спілкування. В умовах стандартизованої мовної освіти комунікативний підхід набув нового змісту. Він став головною метою навчального процесу — формування комунітивної компетенції, що базується на знаннях, уміннях пізнавального і творчого типу, соціальних навичках, світоглядних переконаннях. Мета стандартизованої мовної освіти спонукала до пошуків нових методик, що реалізувалися в лінгводидактиці і практичній діяльності учителів-словесників та викладачів ВНЗ.